# Rocco Prestia

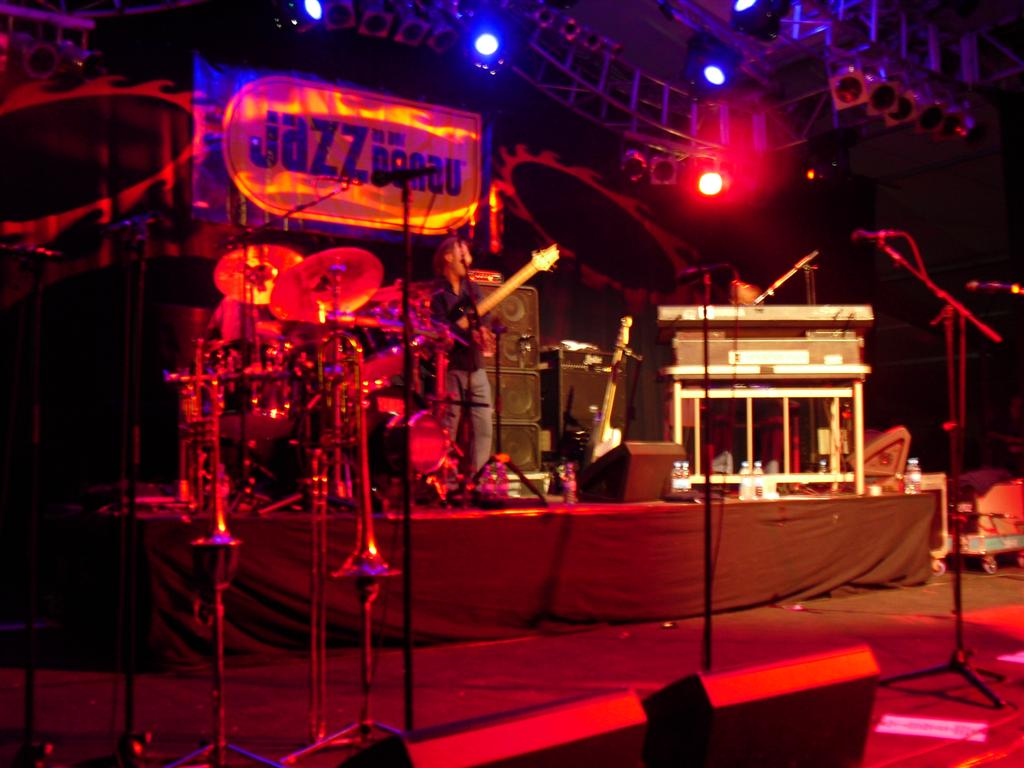
Rocco Prestia mit TOP in Straubing (2010)

Francis Rocco Prestia (* 7. März 1951 in Sonora, Kalifornien; † 29. September 2020 in Las Vegas, Nevada) war ein US-amerikanischer Bassist, hauptsächlich in der Band Tower of Power.

## Biografie
Prestia wuchs in Fremont (südlich von Oakland) auf. Er war als Bassist vor allem durch seine Mitgliedschaft in der Soul- & Funkband Tower of Power bekannt, in der er seit 1968 den E-Bass spielte. Im Jahr 1977 verließ er die Band wegen Suchtproblemen und kehrte 1984 zu Tower Of Power zurück. Im Jahre 1999 erschien sein zu Lebzeiten einziges Soloalbum „Everybody On The Bus“. Er war ebenfalls Bassist der unter Lonnie Jordan geleiteten Version der Funkband WAR.
Er galt als prototypischer fingerstyle funk, bei dem durch ausgeprägtes Left-Hand-Muting der perkussive Charakter der Spielweise unterstützt wird. Typisch für seinen Stil waren die treibenden, stark synkopierten 16tel-Basslinien.
Er wurde von zahlreichen E-Bassisten (z. B. Jaco Pastorius) als Vorbild genannt.

## Equipment
Rocco Prestia spielte Bässe des Herstellers ESP und benutzte Verstärker der Marke TC Electronic. Mit dem Modell Staccato'51 stellt die Firma TC Electronic ein auf die Anforderungen Prestias abgestimmtes Sondermodell her.
Rocco Prestia legte kaum Wert auf bestimmte Marken. Zitat aus einem Interview im Vintage Magazine "I’m not into expensive; I’m into what feels good, sounds good – I’m happy. Like I said, it’s a piece of wood." So hielt er es auch mit der Verstärkung. Je nach Deal spielte er verschiedene Marken.
Zitat aus demselben Interview: "I had a deal with Eden, and I had a deal with SWR – so I’m using an SWR 1,000-watt head and a new Eden bottom with eight 12s."
Gesichtet wurde er auch oft mit Ampeg Equipment, je nach Verfügbarkeit seitens des Veranstalters.